# Miguel Sandoval
Miguel Sandoval (Washington D.C., 16 november 1951) is een Amerikaans acteur en filmregisseur.

## Carrière
Sandoval begon in 1982 met acteren in de televisieserie Voyagers!. Hierna heeft hij nog meer dan 160 rollen gespeeld in televisieseries en films zoals Do the Right Thing (1989), Jungle Fever (1991), Jurassic Park (1993), Clear and Present Danger (1994), Get Shorty (1995), Up Close & Personal (1996), The Crew (2000), Blow (2001), Bottle Shock (2008), Medium (2005-2011) en Entourage (2010-2011).

## Filmografie

### Films
Selectie:
- 2014 The Book of Life - als kapitein van het land van de herinneringen (stem)
- 2013 Oculus - als dr. Shawn Graham
- 2011 Real Steel - als rechter
- 2008 Bottle Shock - als mr. Garcia
- 2005 Nine Lives – als hulpsheriff Ron
- 2002 Ballistic: Ecks vs. Sever – als Julio Martin
- 2002 Collateral Damage – als Joe Phipps
- 2001 Blow – als Augusto Oliveras
- 1996 Mrs. Winterbourne – als Paco
- 1996 Up Close & Personal – als Dan Duarte
- 1995 Get Shorty – als mr. Escobar
- 1994 Clear and Present Danger – als Ernesto Escobedo
- 1994 Death Wish V: The Face of Death – als Hector Vasquez
- 1993 Jurassic Park – als Juanito Rostagno
- 1992 White Sands – als FBI agent Ruiz
- 1991 Ricochet – als Vaca
- 1991 Jungle Fever – als officier Ponte
- 1989 Do the Right Thing – als officier Ponte
- 1986 Howard the Duck – als manager entertainment
- 1984 Repo Man – als Archie

### Televisieseries
Selectie:
- 2023-2024 The Diplomat - als staatssecretaris Miguel Ganon - 5 afl.
- 2024 Sugar - als Thomas Kinsey - 4 afl.
- 2022 Barry - als Fernando - 4 afl.
- 2020-2021 Solar Opposites - als Enrique- 6 afl.
- 2018-2020 Station 19 - Pruitt Herrera - 44 afl.
- 2018 Sharp Objects - als Frank Curry - 8 afl.
- 2016 Dirk Gently's Holistic Detective Agency - als kolonel Scott Riggins - 6 afl.
- 2014-2015 Bad Judge - als rechter Hernandez - 13 afl.
- 2014 Dallas - als El Pozolero - 3 afl.
- 2010-2011 Entourage – als Carlos – 5 afl.
- 2005-2011 Medium – als officier van justitie Manuel Devailos – 130 afl.
- 2000-2005 Jackie Chan Adventures – als El Toro Fuerte (stem) – 12 afl.
- 2003-2004 10-8: officers on Duty – als kapitein Otis Briggs – 13 afl.
- 2001 Alias – als Anthony Russek – 3 afl.
- 1996-1997 L.A. Firefighters – als onderzoeker Bernie Ramirez – 13 afl.
- 1996 Murder One – als Roberto Portalegre – 3 afl.

### Filmregisseur
- 2007-2011 Medium – televisieserie – 5 afl.

- Bibliothèque nationale de France: cb14224184k (data)
- Gemeinsame Normdatei: 174020864
- International Standard Name Identifier: 0000 0001 1474 5378
- Library of Congress Control Number: no2001024473
- MusicBrainz: 6e1956a9-c357-4f8b-a453-bc05f3d3f643
- Nederlandse Thesaurus van Auteursnamen: 239332148
- SNAC: w6rs40zn
- Virtual International Authority File: 71038042
- WorldCat: E39PBJkdkw6xgY67QyF9kxg9Xd